# República Socialista Soviética Autônoma da Abecásia
43° 00′ N, 41° 01′ L
República Socialista Soviética Autônoma da Abecásia ( em russo:  Абхазская Автономная Советская Социалистическая Республика; em georgiano:  აფხაზეთის ავტონომიური საბჭოთა სოციალისტური რესპუბლიკა; em abcázio:  Аҧснытәи Автономтә Советтә Социалисттә Республика   ), abreviado como RSSA da Abecásia( em russo:  Абхазская АССР; em georgiano:  აფხაზეთის ასსრ; em abcázio:  Аҧснытәи АССР), era uma república autônoma da União Soviética dentro do RSS da Geórgia. Ele passou a existir em fevereiro de 1931, quando a República Socialista Soviética da Abecásia (RSS da Abecásia), originalmente criada em março de 1921, foi transformada ao status de República Socialista Soviética Autônoma dentro do SSR georgiano.
A RSSA da Abecásia adotou sua própria constituição em 2 de agosto de 1937. O órgão supremo do poder legislativo era o Soviete Supremo eleito a cada 4 anos e seu Presidium. O poder executivo foi investido no Conselho de Ministros nomeado pelo Soviete Supremo. A RSSA da Abecásia tinha 11 representantes no Conselho de Nacionalidades do Soviete Supremo da URSS.

## História

### Formação
A República Socialista Soviética da Abecásia (RSS da Abecásia) foi estabelecida em 1921 após o Exército Vermelho invadir a Geórgia. A SSR da Abecásia, que se uniu ao RSS da Geórgia mais tarde naquele ano como uma "república de tratados", existiu até 1931. Durante esse tempo, foi concedida autonomia considerável, em virtude de seu status único em relação à Geórgia. No entanto, isso preocupava as autoridades soviéticas e georgianas, e foi reduzido às de outras repúblicas autônomas. Assim, em 19 de fevereiro de 1931, a RSS da Abecásia foi reformada como República Socialista Soviética Autônoma da Abecásia, totalmente sob o controle da Geórgia, que por sua vez era uma república constituinte da República Socialista Federativa Soviética Transcaucasiana (RSFST).
O rebaixamento da Abecásia não era popular entre a população da Abecásia. A RSS da Abecásia tinha um grau considerável de autonomia, incluindo seus próprios símbolos nacionais (uma bandeira e brasão) e unidades do exército nacional, um direito concedido apenas a repúblicas plenas. Ela também tinha sua própria constituição, outro direito concedido apenas a repúblicas plenas. Quando foi rebaixada, protestos irromperam na região da RSS da Abecácia, e foi a primeira vez que ocorreram protestos em grande escala contra as autoridades soviéticas.

### Dissolução
O advento da perestroika permitiu à Abecásia uma saída para expressar sua insatisfação com seu status na Geórgia. Em 1988, uma carta, assinada pelos principais abecasianos, foi enviada a Mikhail Gorbachev e à liderança soviética. Descreveu as queixas que a Abecásia sentia e argumentou que, apesar das concessões de 1978, a autonomia havia sido amplamente ignorada na região. Concluíram pedindo que a Abecásia fosse removida da RSS da Geórgia e restaurada como uma república soviética plena, semelhante ao RSS da Abecásia. Isso foi seguido em março de 1989 com a Declaração de Lykhny, que foi um documento assinado por cerca de 37 000 pessoas. Isso levou a protestos na Geórgia, que culminaram em um grande comício de independência anti-soviético e pró-georgiano em Tbilisi em 9 de abril de 1989, que foi violentamente dispersado pelas tropas do Ministério do Interior soviético, resultando na morte de vinte pessoas, a maioria mulheres jovens, e a lesão em centenas de manifestantes. A tragédia de 9 de abril removeu os últimos vestígios de credibilidade do regime soviético na Geórgia e empurrou muitos georgianos para uma oposição radical à União Soviética, e exacerbou as tensões étnicas entre os georgianos e outros grupos, em particular os abecásios e ossétios. Outros motins em Sukhumi que se opõem ao estabelecimento de uma filial da Universidade Estadual de Tbilisi exacerbaram o nacionalismo abecásio.
As tensões permaneceram altas na Abecácia e a Abecásia desconsiderou totalmente a autoridade georgiana na região. Isso foi confirmado em 25 de agosto de 1990, quando o Soviete Supremo da Abecácia aprovou uma declaração, "Sobre a Soberania do Estado da Abecácia", que deu supremacia às leis da Abecásia sobre as da Geórgia. O Soviete Supremo também declarou a Abecásia uma república de união plena dentro da União Soviética.
A vitória de uma coalizão nacionalista em outubro de 1990 apenas levou a um aumento das questões, já que o recém-eleito presidente do Soviete Supremo da Geórgia, Zviad Gamsakhurdia, expressou seu desejo de reduzir a autonomia da população não georgiana no país. A esta altura, no entanto, a autoridade georgiana havia efetivamente cessado na Abecásia: a Abcácia participou do referendo soviético em 17 de março de 1991, que o resto da Geórgia boicotou, enquanto a população não georgiana da região (junto com a Ossétia do Sul, outra região autônoma região da Geórgia), por sua vez boicotou o referendo sobre a independência em 9 de abril de 1991.
Um acordo de partilha de poder foi acordado em agosto de 1991, dividindo os distritos eleitorais por etnia, com as eleições de 1991 realizadas sob esse formato, embora o acordo não tenha durado. No entanto, com o colapso do governo Gamsakhurida na Geórgia e os esforços de Eduard Shevardnadze para deslegitimar Gamsakhurdia ao deixar de honrar os acordos que ele assinou e o desejo de Abecácia de utilizar a Guerra Civil em curso na Geórgia, tudo se desfez. Assim, em 23 de julho de 1992, o Soviete Supremo da Abecácia reinstaurou a constituição de 1925, que chamava a Abecásia um estado soberano, embora houvesse um em tratado de união com a Geórgia. A Geórgia respondeu militarmente em 14 de agosto, iniciando uma guerra que duraria até setembro de 1993 e levaria ao conflito Abcácio-Georgiano em curso .

## Cultura

### Língua
A língua abecásia sofreu várias mudanças na escrita durante a era soviética. Sob a korenizatsiia, o Abceácio não era considerado um dos povos "avançados" da URSS e, portanto, viu um foco maior em sua língua nacional e desenvolvimento cultural. Como parte dessas políticas, o abecásio foi latinizado em 1928, junto com muitas outras línguas regionais da URSS, mudando a escrita original em cirílico no processo. Essa política foi revertida em 1938, com o cirílico substituindo a maioria dos alfabetos latinos. O Abecásio foi uma das poucas exceções; junto com a Ossétia no Oblast autônomo da Ossétia do Sul (também da RSS da Geórgia), adotou uma escrita georgiana, que durou até 1953, quando voltou ao cirílico (a Ossétia do Sul fez o mesmo).